# Paul Noterdaeme
Paul Marie Jozef Antonius Cornelius baron Noterdaeme (Brugge, 14 oktober 1929 - Watermaal-Bosvoorde, 21 juli 1995) was een Belgisch diplomaat.

## Biografie
Paul Noterdaeme was een zoon van Karel Noterdaeme en van Marie-Joséphine Dondeyne. Hij  promoveerde tot doctor in de rechten en baccalaureus in de wijsbegeerte. Hij werd Belgisch diplomaat.
Hij doorliep een loopbaan die hem tot volgende functies bracht:
- 1962-1965 - secretaris van de permanente vertegenwoordiging bij de Europese Economische Gemeenschap.
- 1965-1968 - secretaris en eerste secretaris bij de ambassade in Londen.
- 1968-1974 - adjunct-kabinetschef en kabinetschef van minister van Buitenlandse Zaken Pierre Harmel.
- 1974-1979 - ambassadeur en permanent vertegenwoordiger bij de Verenigde Naties in Genève.
- 1979-1987 - permanent vertegenwoordiger bij de Europese Gemeenschap.
- 1987-1994 - permanent vertegenwoordiger bij de Verenigde Naties in New York. In deze laatste hoedanigheid speelde hij een belangrijke rol toen België in 1991-1992 lid van de Veiligheidsraad van de Verenigde Naties was met onder meer informeel overleg tussen Amerikanen, Britten, Fransen en Russen en het begin van de Joegoslavische oorlogen. Hij was nog Belgisch vertegenwoordiger in de periode van de Rwandese genocide in 1994. Hij werd ook docent aan de New York-universiteit.

In 1995 werd hij in de erfelijke adel opgenomen met de persoonlijke titel baron. De benoeming gebeurde eerder maar werd pas afgerond door het koninklijk besluit dat dateert van drie dagen voor zijn dood. Hij nam als wapenspreuk: Perseverare et noli timere.
Noterdaeme trouwde in 1957 met Ida D'Hooghe en ze kregen een dochter en drie zoons.